# Automotrice ARST ADe serie 90
Le automotrici ADe serie 90 sono delle automotrici a scartamento ridotto e motore Diesel realizzate per le linee delle Ferrovie della Sardegna a metà degli anni novanta, dal 2010 impiegate dall'ARST per il suo servizio ferroviario sulle linee secondarie dell'isola.
Il nome di questi rotabili leggeri è l'acronimo di "Automotrice Diesel elettrica" in quanto si tratta di mezzi a trazione diesel-elettrica, ed è ereditato dai rotabili che li hanno preceduti e a cui sono stati affiancati, ovvero le automotrici ADe entrate in servizio sulle linee a scartamento ridotto isolane alla fine degli anni cinquanta. Proprio per differenziarle dalle ADe più vecchie vengono chiamate come "serie 90", dai numeri di matricola degli esemplari, numerati da 91 a 98.

## Storia

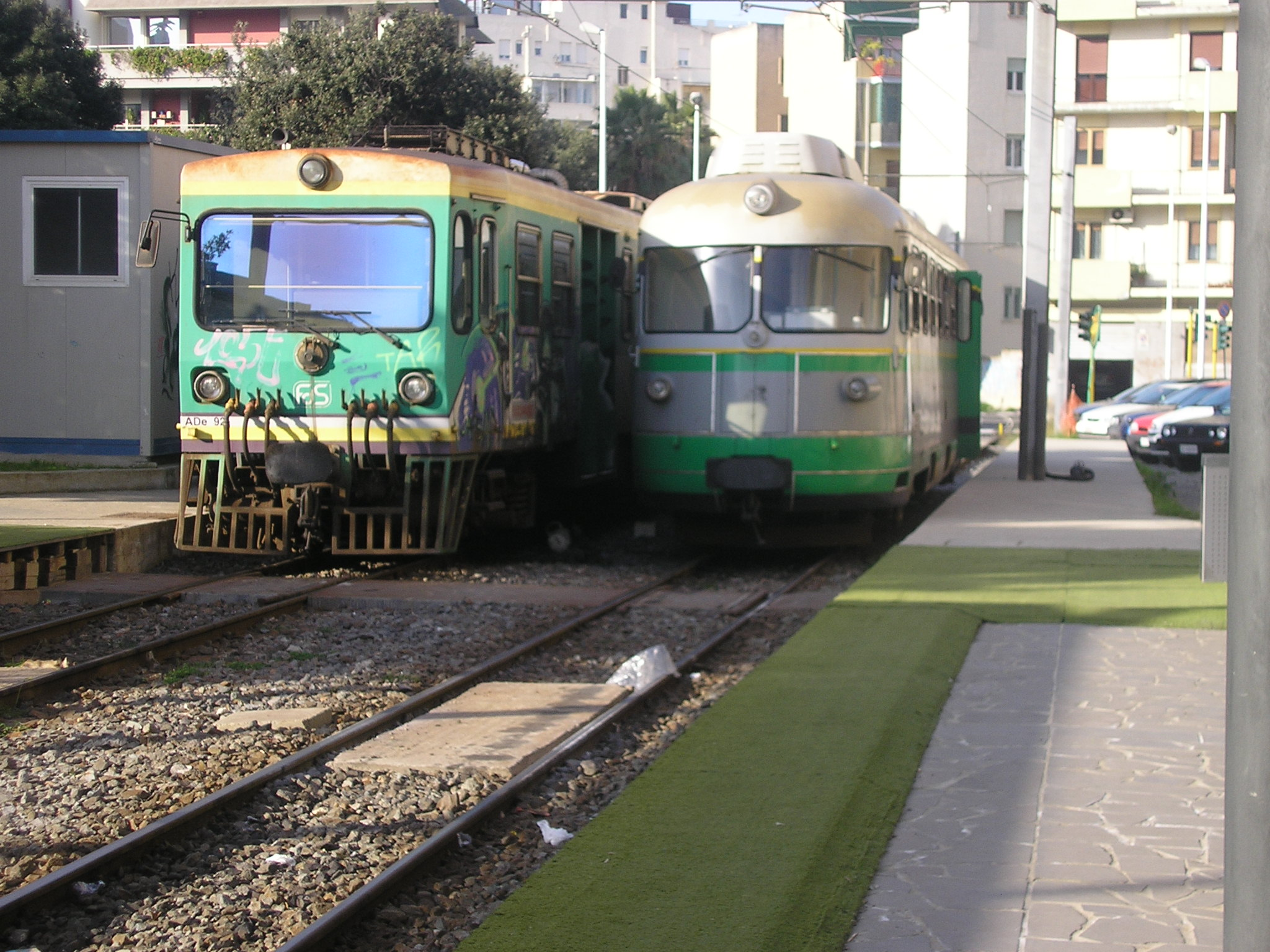
L'ADe 92 affiancata da una ADe serie 20 nella fermata di Largo Gennari a Cagliari nel 2008

Negli anni novanta le Ferrovie della Sardegna portarono avanti un piano di potenziamento dei propri servizi ferroviari col fine, tra gli altri, di aumentare la velocità commerciale dei propri treni. Oltre a una serie di lavori sull'infrastruttura ferroviaria (in particolare rettifiche di tracciato sulle tratte più trafficate), venne finanziato l'acquisto di nuovi rotabili, dotati di prestazioni velocistiche migliori rispetto alle vecchie ADe.
Fu quindi commissionata nel 1995 la fornitura di 8 automotrici diesel elettriche e delle relative rimorchiate alla Breda, con l'apporto dell'Asea Brown Boveri per gli impianti elettrici. I primi esemplari raggiunsero le linee sarde quello stesso anno. A fornitura completata, 4 esemplari furono destinati al compartimento FdS di Cagliari-Monserrato, 2 a quello di Macomer e altrettanti a quello di Sassari. Da allora vengono impiegati sulle linee a scartamento ridotto sarde (passate nel 2010 all'ARST, che già nel 2008 era diventata l'unica azionista delle ex FdS), sia per il servizio ordinario che per quello turistico del Trenino Verde. L'ADe 96, danneggiata in un grave incidente nel 2007, non è più stata reimmessa in esercizio, così la dotazione di queste automotrici per la sede ferroviaria territoriale ARST di Macomer consiste da allora in una sola unità.

## Tecnica

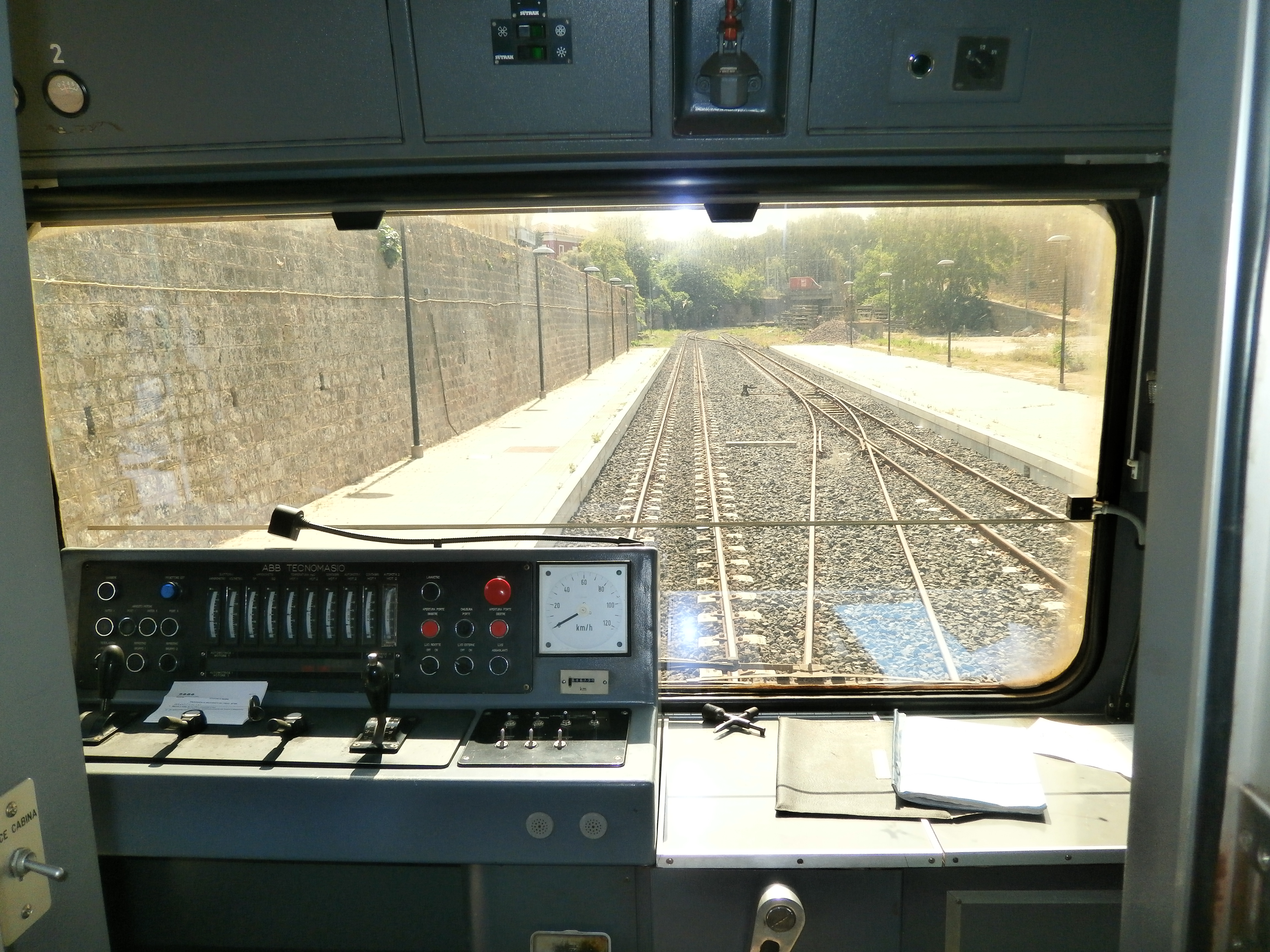
Cabina di guida e banco di manovra del rotabile

Le 8 automotrici ADe serie 90, numerate da 91 a 98, sono state costruite dalla Ferrosud su commessa Breda, mentre gli apparati elettrici sono stati realizzati dall'ABB. La cassa riprende le linee delle automotrici M4 realizzate per conto della Fiat Ferroviaria dalla Ferrosud per le attuali Ferrovie della Calabria e Ferrovie Appulo Lucane negli anni ottanta. La livrea dei mezzi ARST, invariata dalla loro introduzione sulla rete, è su base verde con bande bianche e strisce gialle e nere.
Dal punto di vista del rodiggio le automotrici seguono lo schema Bo'Bo', e sono spinte da due motori Diesel da 184 kW cadauno, che portano la potenza di ogni singolo rotabile a 368 kW. La trasmissione è di tipo elettrico: a ognuno dei due propulsori termici è collegata una generatrice elettrica asincrona che produce la corrente che viene poi inviata ai propulsori elettrici dei carrelli. Dal punto di vista prestazionale la velocità massima omologata per queste unità è di 100 km/h. Gli scarichi dei motori termici si trovano in posizione centrale sull'imperiale dell'automotrice.
Le ADe serie 90 sono rotabili bidirezionali, dotati di due cabine con relativi banchi comandi alle sue estremità.
Come tutti i rotabili che hanno percorso le linee a scartamento ridotto sarde è stata adottata la soluzione del respingente unico centrale, al fine di agevolare la percorrenza delle curve più strette a convogli composti da più unità. A tal proposito è possibile creare composizioni multiple tra unità di questa serie di ADe e dei relativi rimorchi, tutte le connessioni si trovano sui frontali dei rotabili, mentre non sono presenti intercomunicanti che permettano il passaggio da un'unità all'altra col convoglio in movimento. Complessivamente possono essere composti convogli di massimo 4 unità tra automotrici e rimorchiate.

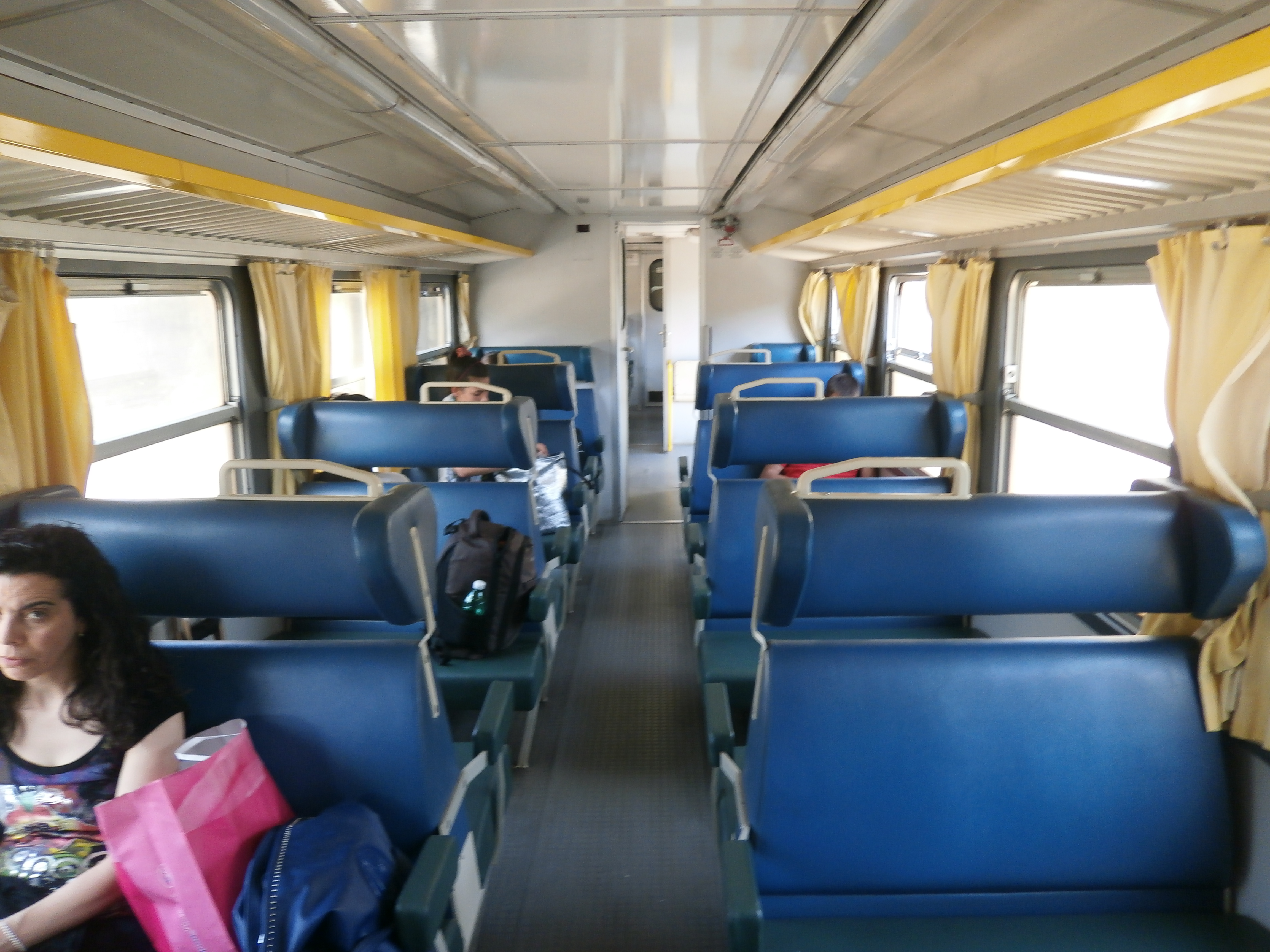
Interno dell'automotrice

Riguardo all'impianto d'illuminazione, ogni frontale dell'automotrice è dotato di 2 fari a luce bianca, più quello all'altezza dell'imperiale. Per segnalare la coda del treno, ai due fanali posti nell'estremità posteriore del convoglio vengono apposti dei dischi rossi o verdi (in base alle segnali da esporre alla linea) per colorarne il fascio in questa tonalità.
Ogni unità è dotata di 52 posti a sedere di seconda classe, divisi in due ambienti di diversa grandezza, in origine per fumatori e non fumatori. Due strapuntini sono inoltre presenti dinanzi alle porte. Queste ultime, a comando pneumatico, sono in posizione defilata.

## Rimorchiate
Assieme alle 8 automotrici furono realizzate 5 rimorchiate, identificate dalla sigla RPe e dal numero di matricola da 901 a 905. Di questi rotabili tre sono rimorchiate semipilota, mentre 2 sono rimorchiate semplici. I posti a sedere per unità sono 57;

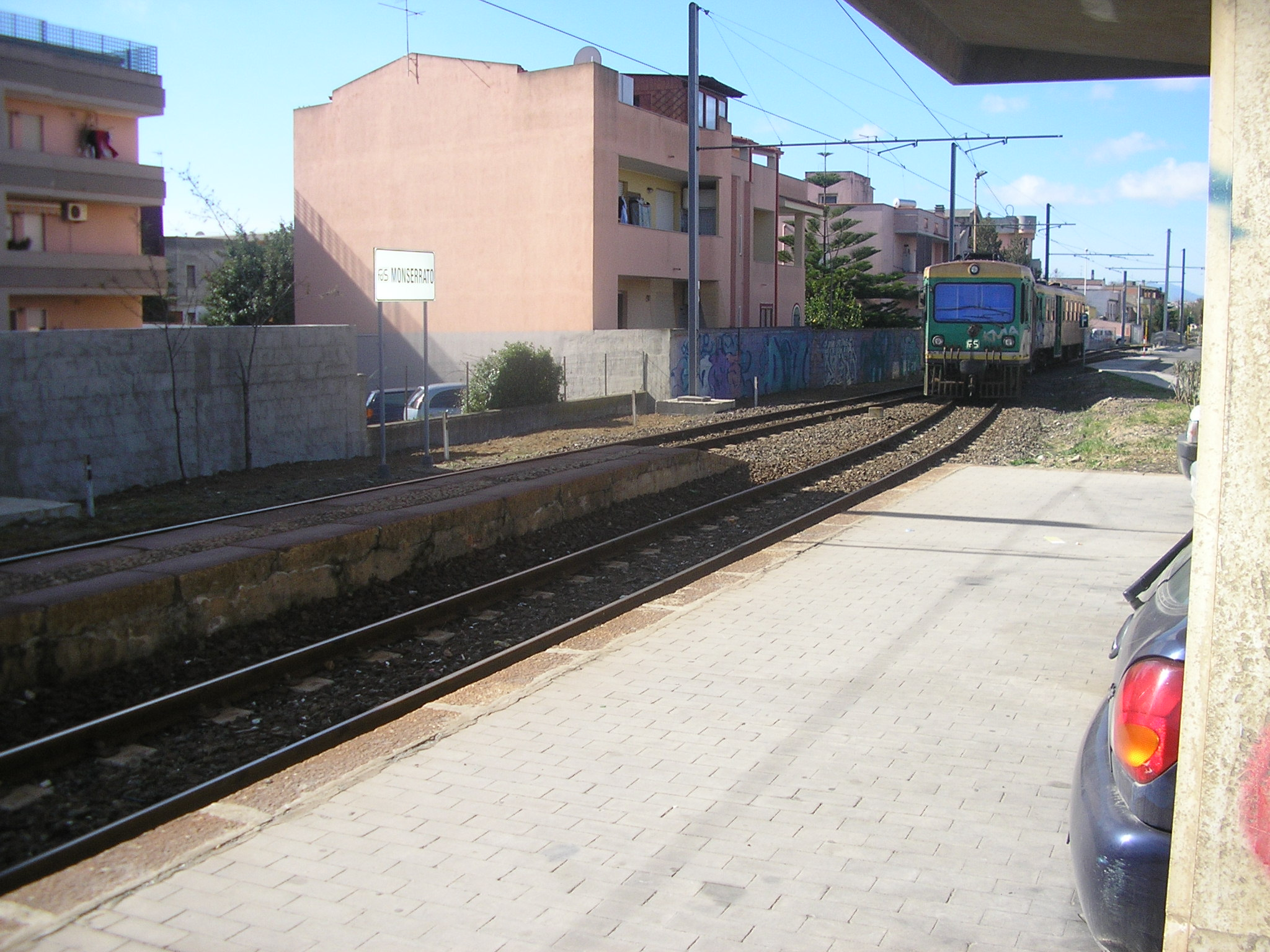
Composizione multipla di 2 ADe serie 90 in arrivo alla stazione di Monserrato

## Incidenti
L'ADe 96, una delle due ADe della serie 90 originariamente in dotazione all'allora compartimento FdS di Macomer, è stata coinvolta il 16 giugno 2007 in uno scontro frontale con un treno speciale trainato da un locomotore LDe lungo la linea Macomer-Nuoro, tra gli scali di Bortigali e Birori. L'incidente, uno dei più gravi avvenuti sulla rete ferroviaria sarda nel XXI secolo, costò la vita a tre persone, tra cui il macchinista dell'ADe.